# Radomsko (gmina)
Pour les articles homonymes, voir Radomsko (homonymie).
Radomsko est une gmina (commune) rurale (gmina wiejska) du powiat de Radomsko, dans la Voïvodie de Łódź, dans le centre de la Pologne.
Son siège administratif (chef-lieu) est la ville de Radomsko, bien qu'elle ne fasse pas partie du territoire de la gmina, qui se situe environ 90 kilomètres au sud de la capitale régionale Łódź (capitale de la voïvodie).
La gmina couvre une superficie de 85,34 km2 pour une population de 5 653 habitants en 2006.

## Géographie
La gmina inclut les villages de:
- Amelin
- Bobry
- Brylisko
- Cerkawizna
- Dąbrówka
- Dziepółć
- Grzebień
- Kietlin
- Klekotowe
- Klekowiec
- Lipie
- Okrajszów
- Płoszów
- Podcerkawizna
- Strzałków
- Szczepocice Prywatne
- Szczepocice Rządowe

### Gminy voisines

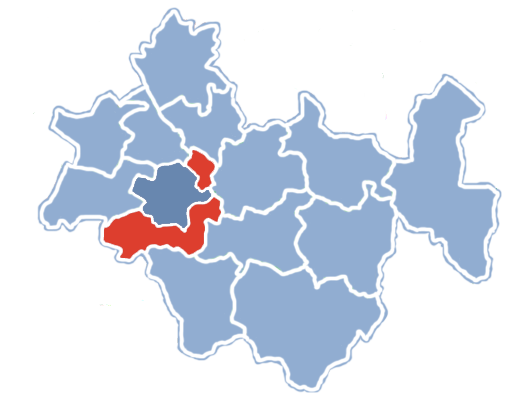
Position de la gmina dans le powiat

La gmina de Radomsko est voisine de:

la ville de :
- Radomsko

et des gminy de:
- Dobryszyce
- Gidle
- Gomunice
- Kobiele Wielkie
- Kodrąb
- Kruszyna
- Ładzice

## Administration
De 1975 à 1998, la gmina était attachée administrativement à l'ancienne voïvodie de Piotrków.

Depuis 1999, elle fait partie de la nouvelle voïvodie de Łódź.

## Structure du terrain
D'après les données de 2002, la superficie de la commune de Radomsko est de 85,34 kilomètres carrés, répartis comme telle :
- terres agricoles : 52 %
- forêts : 43 %

La commune représente 5,91 % de la superficie du powiat.

## Démographie
Données du 30 juin 2010 :
| Description        | Total  | Total | Femmes | Femmes | Hommes | Hommes |
| ------------------ | ------ | ----- | ------ | ------ | ------ | ------ |
| Unité              | Nombre | %     | Nombre | %      | Nombre | %      |
| Population         | 5 544  | 100   | 2 809  | 50,7   | 2 735  | 49,3   |
| Densité (hab./km²) | 65     | 65    | 33     | 33     | 32     | 32     |